# 劇場版 とっとこハム太郎 ハムハムハムージャ! 幻のプリンセス
『劇場版 とっとこハム太郎 ハムハムハムージャ! 幻のプリンセス』（げきじょうばん とっとこハムたろう ハムハムハムージャ! まぼろしのプリンセス）は、2002年（平成14年）12月14日に公開されたテレビアニメ『とっとこハム太郎』の劇場版第2作である。併映は『ゴジラ×メカゴジラ』。

## 概要
劇場版作品としては第2作となる。本作では当初から『ゴジラシリーズ』との同時上映を前提に制作されており、前売り特典として、金と銀バージョンのゴジハムくんのフィギュアが制作されている。
本作でもハロー!プロジェクトとのタイアップを実施しており、ミニモニ。がミニハムず役で引き続き出演するのに加え、本作ではモーニング娘。と後藤真希も各々をモデルにしたキャラクターで出演している。

## あらすじ
ある日、ハム太郎は美しいハムスターのお姫様がシャボン玉に閉じ込められ、涙をうかべながら助けを求められる夢を見た。
ハム太郎は毎晩あの夢を見ているのでただの夢ではないと確信して、のっぽくんから教わった「ハムハムハムージャ」という呪文を唱えると、突然現れた魔法の絨毯に乗ってどこかに行くハムちゃんず。辿り着いた所は砂漠に囲まれたハム暦8686年の歴史を持つハムスターの故郷ハムージャ王国。だが暗い空におおわれていて、住人たちも意気消沈していた。
それはサバクーニャという魔法使いがハムージャ王国の王様を城から追い出し、娘のシェーラ姫が城に閉じ込められて結婚することで王国を乗っ取ろうとしているからだった。ハム太郎とハムちゃんずたちは、ハムージャ王国の平和を取り戻すことができるのか？

## 登場キャラクター

### ハムちゃんず
ハム太郎
声 - 間宮くるみ
前作に続きメインとなる。夢に出てきた不思議なハムスターに助けを求められる。
こうしくん
声 - 愛河里花子
タイショーくん
声 - 伊藤健太郎
リボンちゃん
声 - 村井かずさ
マフラーちゃん
声 - 佐久間レイ
ちび丸ちゃん
声 - 的井香織
まいどくん
声 - 杉本ゆう
めがねくん
声 - 鈴木千尋
のっぽくん
声 - 本田貴子
前作のハムハムランドから辞典を持ち帰り、「ハムスターの故郷」の関する発端を作る。
トラハムちゃん
声 - 池澤春菜
トラハムくん
声 - 宮田幸季
かぶるくん
声 - 内川藍維
パンダくん
声 - 斉藤祐子
ねてるくん
声 - 杉本ゆう
トンガリくん
声 - 浅川悠
出番はワンシーンのみで、フランソワーズに乗って登場。

### 人間・その他
ロコちゃん
声 - 池澤春菜
どんちゃん
声 - 愛河里花子

### その他のキャラクター
DJハム
声 - バナナ・アイス
板前ハム&すっしーず
声 - 小杉十郎太
ミニハムず
声 - ミニモニ。

### 本作のオリジナルキャラクター
シェーラ姫
声 - 玉川紗己子
本作のゲストヒロインで、ハムージャ王国の王女。王女にしては、明るく活発な性格。ハムーハ王子と婚約していたが、サバクーニャの復活により城に閉じ込められ、ハムーハ王子も行方不明となってしまった。自分を助けてくれたハム太郎に魅かれるも、サバクーニャが封印されハムーハ王子が見つかると、すぐに彼と結婚した。
ハムーハ王子
声 - 櫻井孝宏
ハムージャ王国の隣国の王子。シェーラ姫と婚約していたが、結婚前にサバクーニャの魔法によりメエメエという羊の怪物にされシェーラ姫との間を隔てられてしまう（記憶も奪われたが、シェーラ姫と過去に歌った歌は覚えていた）。しかし、ハム太郎の活躍でサバクーニャが封印されると魔法が解け元の姿に戻り、シェーラ姫と結婚した。
ハムージャ王
声 - 池田勝
ハムージャ王国の王様。少しお茶目な一面があり、歌と踊りが大好き。劇中では頼りない面が目立つが、やる時はやるらしい。
ハンドル
声 - 小杉十郎太
ハムージャ王の乗る車の運転手。ハムージャ王同様少しお茶目な一面がある。普段は大人しくて安全運転しかしない。
サバクーニャ
声 - 安原義人
本作の悪役。魔法を使う邪悪な砂漠猫。直接魔法を使う際には「指パチンコ」という掛け声とともに使う。初代ハムージャ王によって封印され、8686年壷に閉じ込められていたが、壷の封印を解いてしまったシェーラ姫によって脱出し、お城に魔法をかけて見た目を悪くさせてしまい（タイショーくん曰く「嫌な雰囲気」）、シェーラ姫に一目惚れし結婚を迫る。しかし、最後はハム太郎の活躍により再び壺に閉じ込められ、お城も元に戻った
ジュウタンウリ
声 - 園部啓一
じゅうたんを売っている。魔法のじゅうたんの流行デザインに非常に詳しい。
キャピハム
声 - 小林けい
こんがり肌のギャル。携帯電話を持っていて、メール友達は86匹らしい。
タネウリ
声 - 下山吉光
カードウリ
声 - 平野俊隆
モーハムず
声 - モーニング娘。
ハムージャ王国に仕える壺の精。リーダー格のメシハム（声 - 飯田圭織）とアハム（声 - 安倍なつみ）、ヤスハム（声 - 保田圭）、イシハム（声 - 石川梨華）、ヨシハム（声 - 吉澤ひとみ）、タカハム（声 - 高橋愛）、コンハム（声 - 紺野あさ美）、オハム（声 - 小川麻琴）、ニイハム（声 - 新垣里沙）の9匹がいる。赤い衣を纏っている。
公開当時のモーニング娘。をモデルとしており、声も本人たちが担当（ミニハムずを演じるミニモニ。兼任メンバーは除く）。
ゴハム
声 - 後藤真希
ハムージャ王国に仕える壺の精。モーハムずとは異なり、青い衣が特徴。
演じる後藤が本作公開前の2002年9月23日にモーニング娘。を卒業していたため、モーハムずとは差別化されている。

## 用語
魔法の国の夢の城

## 主題歌
オープニングテーマ「ハム太郎とっとこうた」
作詞 - 河井リツ子 / 作曲 - 河井リツ子 / 編曲 - 岩﨑元是 / 歌 - ハムちゃんず
エンディングテーマ「ミニハムずの結婚ソング」
作詞 - つんく / 作曲 - つんく / 編曲 - ダンス☆マン / 歌 - ミニモニ。（ミニハムず）

## 映像ソフト
- 劇場版 とっとこハム太郎『ハムハムハムハムージャ！幻のプリンセス』（2003年7月23日）規格番号 VHS：COVC-6740, DVD：COBC-4252